# Superficie di Mercurio

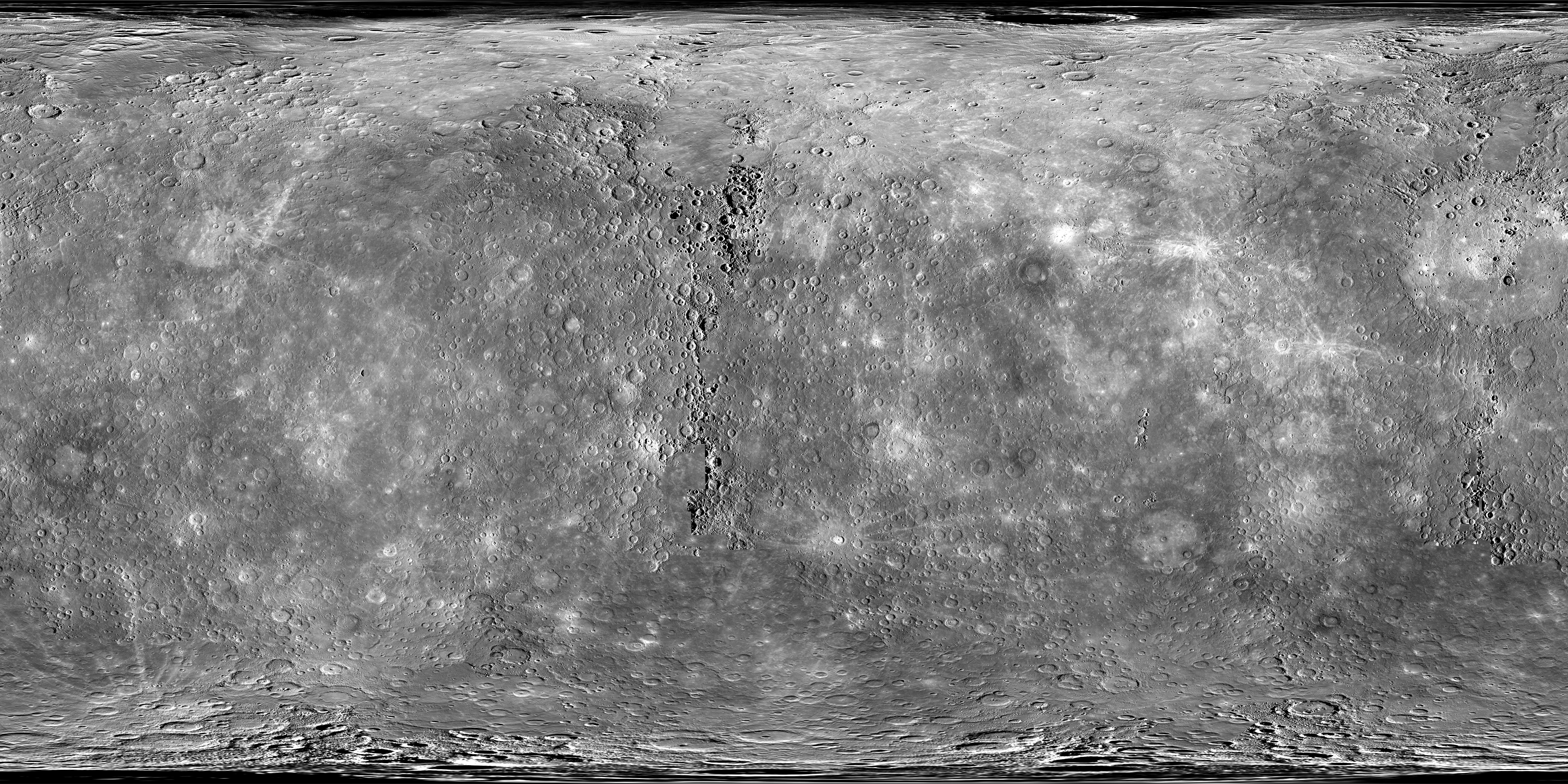
Mappa topografica di Mercurio (Proiezione equirettangolare)

Simile alla Luna, il suolo mercuriano è ampiamente craterizzato a causa dei numerosi impatti di asteroidi che hanno contrassegnato il suo passato e presenta bacini riempiti da vecchie colate laviche, ancora evidenti a causa della mancanza quasi assoluta di un'atmosfera. Alcuni crateri sono circondati da raggi.

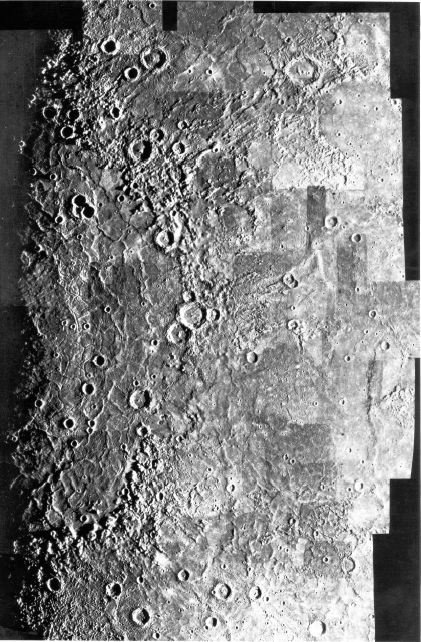
Superficie di Mercurio nei pressi della Caloris Planitia, visibile in parte sulla sinistra al centro

Si esclude la presenza sul pianeta di placche tettoniche.
Rispetto alla Luna, i crateri secondari (prodotti dai clasti scagliati in aria in seguito a un impatto meteorico) si trovano più vicini ai crateri primari (prodotti direttamente dall'impatto) a causa della maggiore intensità del campo gravitazionale. Si può dunque supporre che esistano oggigiorno terreni costituiti da crosta originaria, non ancora ricoperti dai detriti prodotti dagli urti. Caratteristiche della superficie mercuriana sono enormi scarpate, alcune lunghe centinaia di km} e profonde fino a 3 km, presumibilmente formatesi in seguito ad una lenta ma progressiva compressione del pianeta, la cui superficie è diminuita dello 0,1% (corrispondente a una contrazione del raggio di 1 km) da quando il pianeta si è costituito a causa del raffreddamento.
Agli scoscendimenti e ai territori craterizzati si contrappongono vaste regioni pianeggianti, forse dovute ad un'antica attività vulcanica o al rideposito di clasti sollevati in seguito agli impatti meteorici. Negli anni novanta da un riesame dei dati rilevati dal Mariner 10 è peraltro emersa la possibilità che Mercurio sia stato soggetto ad attività vulcanica recente.

## Caloris Planitia
La formazione più rilevante su Mercurio è certamente la Caloris Planitia, un cratere d'impatto dal diametro approssimativamente pari a 1 550 km e profondo 9 km, circondato da rilievi alti circa 2 km; la sua origine risale a 3,54 miliardi di anni fa. La spaventosa collisione che ha dato origine al mare, ha rischiato di spezzare il pianeta: ai suoi antipodi si osserva infatti una fitta rete di fratture dovute con ogni probabilità al contraccolpo dell'impatto.

## Poli
Dati recenti inviati nel 2012 dalla sonda MESSENGER hanno confermato la presenza di ghiaccio in alcuni crateri del polo nord che rimangono perennemente in ombra. Si ipotizza che questo materiale sia stato portato da asteroidi e comete che hanno colpito il pianeta nel corso della sua storia. Il dato più interessante è stata la scoperta di zone di ghiaccio più a sud del polo, mescolato con materiale della crosta di Mercurio. Qui il modo con cui il ghiaccio riflette la luce fa ipotizzare la presenza di molecole organiche semplici contenenti carbonio. Al momento la sonda MESSENGER non ha inviato dati sul polo sud del pianeta.

## Galleria d'immagini

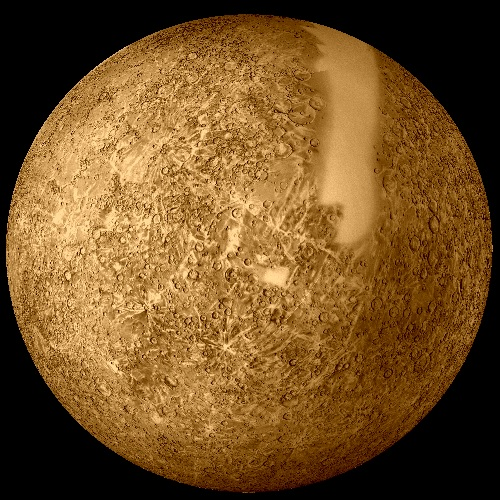
Immagine di un lato di Mercurio (Sonda Mariner 10)
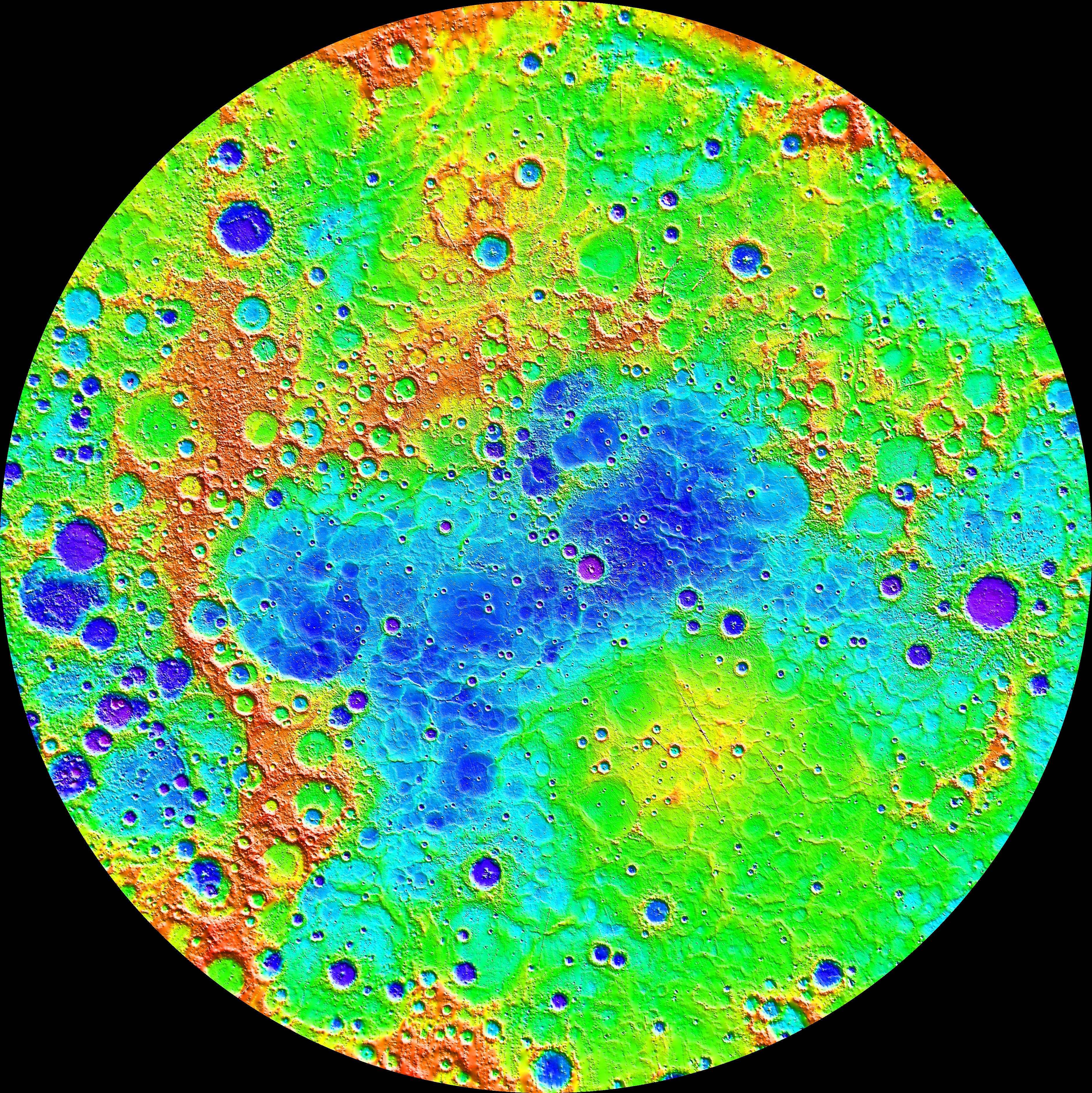
Topologia di Mercurio
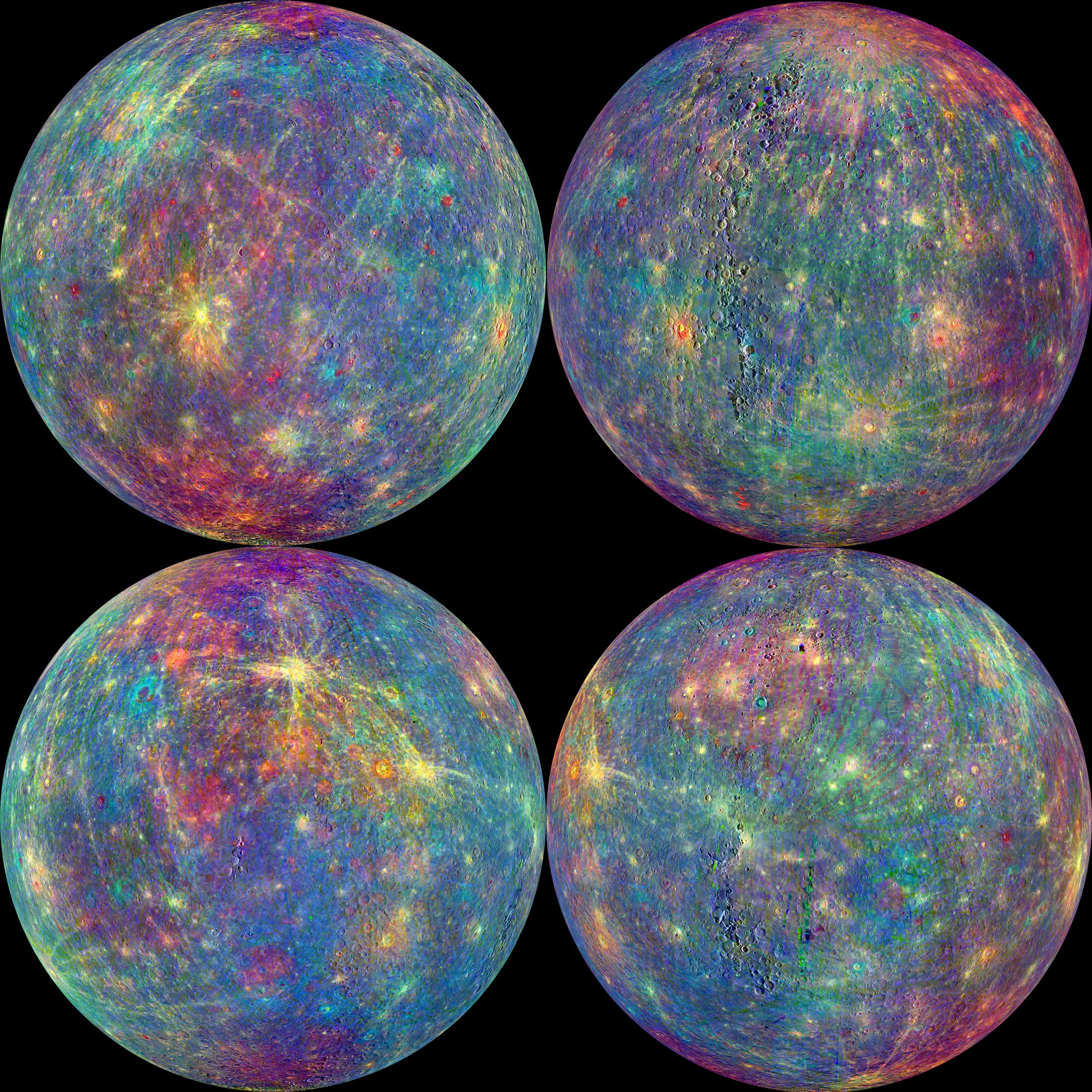
Scansione spettroscopica di Mercurio